# Saison 10 d'Inspecteur Barnaby
Chronologie
Saison 9 Saison 11
Cet article présente la dixième saison de la série télévisée Inspecteur Barnaby.

## Distribution
Acteurs principaux
- John Nettles : Inspecteur Tom Barnaby
- Jason Hughes : Sergent Ben Jones

Acteurs récurrents
- Jane Wymark : Joyce Barnaby (épisodes 1, 2, 3, 4, 5, 6, 7, 8)
- Laura Howard : Cully Barnaby (épisodes 1, 3, 4, 5, 6, 8)
- Barry Jackson (en) : Docteur George Bullard (épisodes 1, 2, 3, 4, 5, 6, 7, 8)
- Kirsty Dillon : Sergent Gail Stephens (épisodes 5, 7, 8)

## Liste des épisodes
1. Danse avec la mort
2. L'Oncle d'Amérique
3. La Chasse au trésor
4. Le Blues de l'assassin
5. La Randonnée de la mort
6. Le Flash de la mort
7. Le Couperet de la justice
8. Le Télescope de la mort

### Épisode 1:Danse avec la mort
- Grande-Bretagne : 12 novembre 2006
- France : 10 février 2008

- Georgine Anderson (Rosemary Wood)
- Felicity Dean (Frances Kirby)
- Danny Webb (Tony Kirby)
- Harriet Thorpe (Elaine Trim)
- Derek Hutchinson (Richard Budd)
- Nicola Redmond (Marissa Clarke)
- Ifan Huw Dafydd (Paul Bright)
- Wendy Wason (Carol Prentice)
- David Henry (Eric Usher)
- Geoff Leesley (Jim Druce)
- Lizzy Watts (Laura Sharp)
- Edward Davenport (Simon Bright)
- Isabella Furst (Bella Prentice)
- Henry Pettigrew (Sailor)
- Liza Pulman (Crooner)

Lieux de tournage
- Dorchester (Oxfordshire)
- Flaunden (Hertfordshire)
- Frieth (Buckinghamshire)
- Nettlebed (Oxfordshire)
- Sarratt (Hertfordshire)

### Épisode 2:L'Oncle d'Amérique
- Grande-Bretagne : 19 janvier 2007
- France :

- Lisa Eichhorn (Faith Alexander)
- David Troughton (Miles King)
- Emily Woof (Janet Bailey)
- Samuel West (Jeremy Thacker)
- Linda Bassett (Eileen Carnack)
- Malcolm Stoddard (Richard Carnack)
- John Cater (Jack Pearce)
- Freda Dowie (en) (Amie Pearce)
- Helen Masters (Jane Benbow)
- Richard Johnson (Rex Masters)
- William Hope (Alan Alexander)
- Adam Farr (PC)
- Maggie Holland (WI woman)

Lieux de tournage
- Hambleden Lock (Buckinghamshire)
- Littlewick Green (Berkshire)

### Épisode 3:La Chasse au trésor
- Grande-Bretagne : 26 janvier 2007
- France :

- Producteur : Brian True-May
- Directeur de la photographie : Colin Munn
- Montage : John Blackwell
- Costumes : Nigel Hyams

- Tony Haygarth (Jack Tewson)
- John Castle (Charles King)
- Ray Lonnen (Peter Baxter)
- Joseph Rye (James Taylor)
- Sam Heughan (Ian King)
- Susan Tracy (Hilary King)
- Flora Montgomery (Sophie Baxter)
- Tim Delap (David Monroe)
- David Henry (photographe)
- Hugh Sachs (Harold Blumstead)
- Oliver Ryan (Hamlet)
- Morris Perry (Rupert, pub landlord)
- David Firth (Alan King)
- garçon 1 (Charlie Brown)
- garçon 2 (Luke McMillan)

Lieux de tournage
- Beaconsfield (Buckinghamshire)
- Bledlow (Buckinghamshire)
- Bulbourne (Hertfordshire)
- Marlow (Buckinghamshire)
- Parmoor (Buckinghamshire)
- Peppard (Oxfordshire)

### Épisode 4:Le Blues de l'assassin
- Grande-Bretagne : 2 février 2007
- France :

- Philip Madoc (DI Owen Jenkins)
- Phil Davis (Gary Cooper)
- James Cosmo (Jack 'Axeman' McKinley)
- Fiona Button (Willow McKinley)
- Michael Angelis (Nicky Harding)
- Rachel Davies (Jeannie Harding)
- Suzi Quatro (Mimi Clifton)
- Sam Hazeldine (Simon Dixon)
- Annie Lambert (Ingrid Peterson)
- David Horovitch (en) (James Hobson)
- Robin Weaver (Serena Stanton)
- Rupert Vansittart (Desmond Harcourt)
- Tilly Blackwood (Finola Harcourt)
- Bryan Matheson (Cedric)
- Ford Kenyon (Roadie)
- Roger Chapman (Himself)
- Geno Washington (Himself)
- Mike Read (Compere)
- Steve Simpson (Guitarist)
- Ian Mann (unknown)

- L'acteur Rupert Vansittart, qui interprète ici le personnage de Desmond Harcourt, était précédemment apparu dans l'épisode 1 de la saison 5, Un village très coté, dans lequel il incarnait le personnage de Selwyn Proctor, et réapparaîtra aussi dans l'épisode 1 de la saison 12, Meurtre sur le green, dans lequel il incarnera le personnage d'Alistair Kingslake.

Lieux de tournage
- Chesham (Buckinghamshire)
- Iver (Buckinghamshire)
- Long Crendon (Buckinghamshire)
- Rickmansworth (Hertfordshire)
- Twinwood Arena (Bedford)

### Épisode 5:La Randonnée de la mort

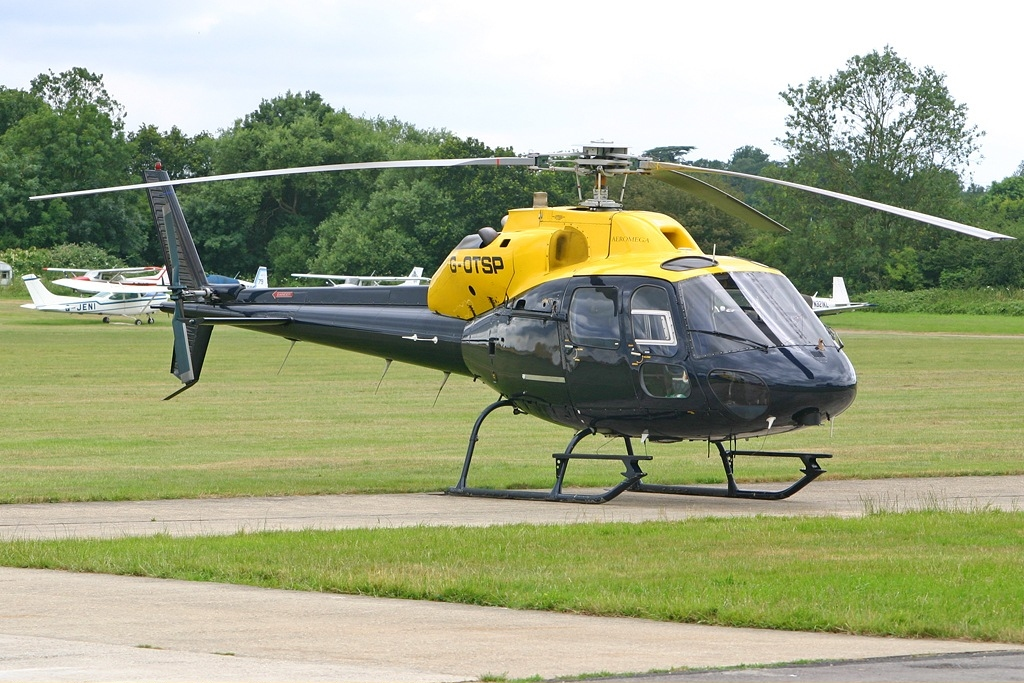
Cet hélicoptère immatriculé G-OTSP, un Aérospatiale AS350 Écureuil (ici photographié en 2006, donc vers l'époque du tournage) apparaît, porteur de cette livrée, dans l'épisode La Randonnée de la mort.

- Grande-Bretagne : 8 mai 2007
- France :

- Sam Hazeldine (Simon Dixon)
- Sharon Morgan (Delyth Mostyn)
- David Yelland (Dr James Kirkwood)
- Simon Wilson (Dr Alan Delaney)
- Alwyne Taylor (Kath Bullard)
- Jenny Livsey (Megan Mostyn)
- Daniel Evans (David Mostyn)
- William Thomas (Bryn Williams)
- Gareth Thomas (Huw Mostyn)
- Elizabeth Conboy (Harriet Tidyman)
- John Lightbody (Jason Slater)
- Stephanie Cole (Dorothy Hutton)
- Nigel Betts (DC Briars)
- Bill Moody (Clifford Rawnsley)
- Nicholas Pritchard (Justin Pickard)
- William Ilkley (Foreman)

Lieux de tournage
- Little Missenden (Buckinghamshire)
- Nant Peris (Galles du Nord)
- Nettlebed (Oxfordshire)

### Épisode 6:Le Flash de la mort
- Grande-Bretagne : 3 juin 2007
- France :

- Nigel Anthony (Lionel Bell)
- Andrew Tiernan (Steve Bright)
- Adrian Scarborough (Eddie Carfax)
- Peter Eyre (Headley Madrigal)
- Richard Lintern (Martin Spellman)
- Martin Hutson (Seb Madrigal)
- Montserrat Lombard (Philomena Bell)
- Caroline Trowbridge (Imogen)
- Ian Peck (Adam Knox)
- François Domange (Maitre d'Hotel)
- Malcolm Raeburn (Hotel Manager)
- Liza Goddard (Marion Bell)
- Francine Morgan (Middle Aged Woman)
- Michael Geary (Lee Peters)
- Brian Parr (Postman)
- Lynn Farleigh (Sonia Madrigal)
- Steven North (Nigel Woodley)

Lieux de tournage
- Great Haseley (Oxfordshire)
- Little Missenden (Buckinghamshire)
- Thame (Oxfordshire)

### Épisode 7:Le Couperet de la justice
- Grande-Bretagne : 27 avril 2008
- France :

- Marian McLoughlin (Gwen Morrison)
- Richard Hope (Neville Hayward)
- Jonathan Moore (Jed Norris)
- Kieran Bew (Danny Twyman)
- Emily Hamilton (Leonie Charteris)
- Jay Villiers (Nick Cheyney)
- Nicky Henson (Terence Charteris)
- Fiona Mollison (Diane Charteris)
- Matthew Marsh (Jack Braxton)
- Paul Grunert (Freddie Greenaway)
- Desmond Barrit (Raymond Clandillon)
- Gemma Page ("Lady Blakeney")
- Mark Webb (1st Assistant Director)
- Adam Farr (PC)
- Charlotte Moore (Hotel receptionist)
- Richard Bailey (Cameraman)
- Gracie May & Ava May (Josh)

- L'acteur Richard Hope, qui interprète ici le personnage de Neville Hayward, était précédemment apparu dans l'épisode 3 de la saison 3, Le Jour du jugement, dans lequel il incarnait le personnage de Gordon Brierly.

Lieux de tournage
- Chalford (Buckinghamshire)
- Hurley (Berkshire)
- Loseley Park (Surrey)

### Épisode 8:Le Télescope de la mort
- Grande-Bretagne : 11 mai 2008
- France :

- Sam Hazeldine (Simon Dixon)
- Pip Donaghy (Jack Colby)
- Clare Higgins (Gina Colby)
- Edward Petherbridge (Victor Godbold, Lord Holm)
- Christopher Fairbank (Ronnie Tyler)
- Nigel Harrison (Eddie Marston)
- Chris Barrie (Lionel Poulter)
- Philip Bond (Dr Wyatt)
- Keith Drinkel (Tommy Crinney)
- Marcia Warren (Melissa Shrike)
- Sue Jenkins (Mrs Walker)
- Sion Tudor Owen (Bob Walker)
- Martyn Whitby (Lenny Leigh)
- Wendy Morgan (Maria Godbold)

Lieux de tournage
- Chinnor (Buckinghamshire)
- The Lee (Buckinghamshire)
- Wainhill (Buckinghamshire)